# Сретенье (Ярославская область)
Сре́тенье  — село в Михайловском сельском округе Волжского сельского поселения Рыбинского района Ярославской области .
Село расположено на левом реки Черёмуха в её среднем течении. Ориентировано вдоль реки в меридиональном направлении. Напротив села на правом берегу находится деревня Фелисово, родина дважды Героя Советского Союза П. И. Батова, который учился в сретенской школе. В этой деревне автомобильная дорога, идущая от Рыбинска имеет развилку. Короткий отрезок дороги в западном направлении с мостом через Черёмуху выходит в центр Сретенья. Основная дорога, следуя  в южном направлении через второй мост пересекает реку и левому берегу Черёмухи идёт на Сельцо-Воскресенское. Село является естественным центром округи, вокруг него плотно сгруппировался ряд небольших деревнь. К северу, ниже по течению это деревни Лабунино и Коломинское; к югу - Кондырево, Куретниково и Починок; на противоположном берегу Сидоровское, Стрельниково, Фелисово, Говядово и Кирилловское (на реке Черёмуха). На этом участке вдоль левого берега Черёмухи расположены небольшие сельскохозяйственные угодья, далее от реки в западном направлении начинается лес шириной около 6 км, за которым начинаются поля и деревни Покровского сельского поселения. Значительную часть этого леса занимают Парашкино болото .
В XVI - начале XVII вв. многие деревни на Черёмухе принадлежали боярскому роду Мстиславских. Князь Ф.И. Мстиславский, последний в роде, в 1621 г завещал село Сретенское, среди прочих, московскому Симонову монастырю. В результате секуляризации церковных и монастырских земель проведенной в 1764 г. Екатериной II село на коротное время перешло в ведение Коллегии экономии, но вскоре перешло в собственность графа Алексея Григорьевича Орлова-Чесменского, а затем  к его единственной наследнице Анне Алексеевне Орловой-Чесменской, известная благотворительностью и шедрыми дарами церкви
Погост Стретинской указан на плане Генерального межевания Рыбинского уезда 1792 года,
К памятникам истории и культуры, находящимся в селе относятся Церковь Благовещания, возведённая в 1836 г., когда селом владела Анна Алексеевна Орлова-Чесменская, и построенная в конце XIX века школа, в которой учился дважды Герой Советского Союза Батов П.И., родом из деревни Филисово, через реку .
В селе находится почтовое отделение, обслуживающее в самом селе 89 домов . В селе действует средняя школа.

## Население
| 1859 | 2002 | 2007 | 2010 |
| ---- | ---- | ---- | ---- |
| 35   | ↗344 | ↗362 | ↘325 |

На 1 января 2007 года в селе числилось 362 постоянных жителя . 